# Гёкай, Фахреттин Керим
Фахреттин Керим Гёкай (9 января 1900, Эскишехир — 22 июля 1987, Стамбул) — турецкий политик.

## Биография
Родился 9 января 1900 года в Эскишехире в семье Хаджи Керима Эфенди, крымского татарина из Керчи, и уроженки Добруджи Хаджи Азизе Ханым. Начальное образование Фахреттин Гёкай получил в родном городе, а закончил школьное образование он в Стамбуле.
В 1922 году окончил Медицинский факультет Стамбульского университета. В 1922—1924 годах изучал нейропатию в университетах Мюнхена и Гамбурга, а также в Венском университете.
С 1926 года Фахреттин Гёкай преподавал в Стамбульском университете, в 1942 году он стал полным профессором. Также он занимал должность президента турецкого Красного полумесяца.
24 октября 1949 году Гёкай был назначен мэром Стамбула. Он занимал эту должность до 26 ноября 1957 года. С целью поддержки малоимущих граждан занимался регулированием цен на основные продукты питания. В 1945 году совместно со швейцарской компанией «Migros» стамбульским муниципалитетом была создана компания «Migros Türk». Также благодаря усилиям Гёкая было начато строительство примерно 50 школ в Стамбуле. Из-за своего невысокого роста Фахреттин Гёкай получил прозвище «маленький губернатор» (Küçük Vali), часто изображался на карикатурах. Обвинялся в бездействии во время беспорядков, произошедших в Стамбуле 6-7 сентября 1955 года. После государственного переворота, произошедшего в 1960 году, был отдан под суд.
С 23 ноября 1957 года по 2 июля 1960 года являлся послом в Швейцарии.
В 1961 году Гёкай был избран членом Великого национального собрания. Занимал в правительстве посты министра развития (1962—1963) и министра здравоохранения (1963). В 1965 году прекратил политическую деятельность.
Умер 22 июля 1987 года в Стамбуле.

## Память
Именем Гёкая была названа улица в стамбульском районе Кадыкёй и школа в Кючюкчекмедже.